# Ours (héraldique)
Pour les articles homonymes, voir Ours (homonymie).
L'utilisation de l'ours en tant que charge héraldique n'est pas aussi répandu que le lion, le sanglier ou d'autres animaux.
L'usage des armoiries se généralise au milieu du XIIe siècle, et l'ours figure dans cinq blasons sur mille au Moyen Âge, ce qui est très peu et s'explique probablement par le fait que cet animal avait déjà acquis une symbolique négative à l'époque : il est en effet l'« ancien roi des animaux », déchu et cupide, symbolisant la gourmandise. Ainsi vers 1240, dans un poème de Huon de Méry, le blason à l'ours se voit associé à la félonie. La plupart des blasons à l'ours appartiennent à des familles portant un nom qui évoque lui-même l'ours, à l'instar de certaines familles allemandes et danoises qui portaient un nom de roi ou de chef. Les devises se développèrent à partir du XIVe siècle, et Jean de Berry adopta celle d'un ours, qu'il faisait figurer partout.

## Allemagne
L'ours des armoiries de Berlin est utilisé de manière cantonnée et apparaît dans les représentations des armoiries de Berlin au début de la période moderne (utilisé avec les armoiries de la Prusse et les aigles de Brandebourg jusqu'au début du 20ᵉ siècle). L'ours des armoiries de Berne est également cantonné, mais il est associé à une fausse étymologie légendaire du nom de la ville.
L'ours sellé de la légende de saint Corbinien est le symbole héraldique de Freising, en Bavière, et de l'archidiocèse de Munich et Freising. Le pape Benoît XVI, ancien archevêque de Munich, l'a également utilisé dans ses armoiries papales.
Les armoiries de l'État allemand de Saxe-Anhalt représentent un ours sur une porte rouge de la ville dans la moitié inférieure, héritée de l'ancien État libre d'Anhalt. Ceci est également adopté par les armes de plusieurs districts de l'État pour leur histoire avec l'Anhalt.

Le blason de Berlin
Le blason de la Saxe-Anhalt
Le blason d'Anhalt-Bitterfeld, Saxe-Anhalt
Le blason de Salzland, Saxe-Anhalt

## Canada
Un demi-ours figure dans les armoiries de Lawson, au Canada. Un ours grizzly, avec des ailes, apparaît comme support dans les armoiries de Norris, également au Canada. Le Canada a des armoiries avec des ours polaires dans leurs armoiries. Des ours et des corbeaux chimériques figurent dans les supports de l'Autorité héraldique du Canada.

## Danemark et Groenland
En 1666, un ours polaire sur fond bleu a été ajouté aux grandes armoiries royales du roi du Danemark pour représenter le Groenland. Depuis lors, le Groenland lui-même a adopté ces armoiries, la version actuelle ayant été adoptée en 1989. La version groenlandaise déroge à la tradition héraldique européenne en faveur de la coutume inuit en faisant lever le bras gauche de l'ours plutôt que le droit ; au Danemark, c'est le bras droit qui est levé. Le blason officiel est d'azur, à l'ours polaire rampant d'argent, et aucune des deux versions n'est en contradiction avec l'autre.

## Espagne

En 1544, Charles Quint, empereur du Saint-Empire romain germanique, a accordé à Madrid les titres d'"impériale" et de "couronnée". C'est pourquoi une couronne a été ajoutée à l'écu au-dessus de l'arbre.

Lors de la bataille de Las Navas de Tolosa en 1212 entre Alphonse VIII de Castille et les Almohades, le conseil de Madrid envoya un détachement pour soutenir le roi chrétien. Selon les chroniques de l'époque, ces troupes portaient un drapeau ou une bannière qui les identifiait par un ours statufié sur fond argenté.
Les armoiries de Madrid représentent un ours s'approchant d'un madroño ou arbousier ( Arbutus unedo ) pour manger quelques-uns de ses fruits.

## Finlande
La région finlandaise de Satakunta et la province historique correspondante présentent sur leurs armoiries un ours couronné brandissant une épée. Pori, la capitale de Satakunta, arbore sur ses bras une tête d'ours couronnée.

## Lituanie
Un ours noir avec des griffes argentées et un collier apparaît sur les armoiries de Samogitie, une région culturelle de Lituanie, et sur les armoiries de Šiauliai, la capitale du comté lituanien de Šiauliai.

Le blason de Samogitia
Le blason de Šiauliai
Le blason du district de Šiauliai
Le blason de la région de Šiauliai
Le blason de la région de Telšiai
Le blason de Batakiai
Le blason de Bartninkai
Le blason de Mosėdis

## Pologne
Un ours noir figure sur les armoiries de Przemyśl, Pologne.

Le blason de Barwice
Le blason de Chełm
Le blason d'Ożarów
Le blason de Przemyśl
Le blason de Węgrów

## Russie
Les ours russes (ours bruns) et les ours polaires apparaissent sur les armoiries et les drapeaux de nombreux sujets et villes fédéraux russes, notamment la République de Carélie, la République de Mari El, la ville de Veliky Novgorod et l'oblast de Novgorod, l'oblast de Iaroslavl et Khabarovsk. Kraï, Kraï de Perm, Jeleznogorsk, district de Baltasinsky, l'Okrug autonome de Tchoukotka et l'Okrug autonome de Yamalo-Nenets.

Le blason de la République d'East Karelia (1918–1922)
Le blason de la République de Carélie
Le blason de la République de Mari El
Le blason de Veliky Novgorod
Le blason de l'Oblast de Iaroslavl
Le blason de Khabarovsk Krai
Le blason de Khabarovsk
Le blason du Kraï de Perm
Le blason de l'Okrug autonome de Tchoukotka
Le blason du Okrug autonome de Iamalo-Nénétsie
Le blason de Zheleznogorsk, Kraï de Krasnoïarsk
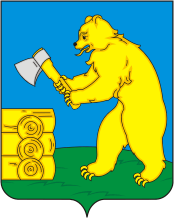
Le blason du district de Baltasinsky,

## Suisse
L'ours est également utilisé dans les armoiries de Saint Gall, sur la base d'une légende du saint où figure un ours. C'est l'origine de l'ours dans les armoiries de l'abbaye de Saint-Gall et d'Appenzell. L'ours d'Appenzell est représenté piqueté ; l'omission du pénis de l'ours dans les armoiries d'Appenzell était considérée comme une grave insulte, et fut notoirement oubliée par l'imprimeur d'un calendrier imprimé à Saint-Gall en 1579, ce qui amena Appenzell au bord de la guerre avec Saint-Gall,,.

Le blason d'Andeer, Suisse
Le blason d'Auswil, Suisse
Le blason de Bäretswil, Suisse
Le blason de Bühler, Suisse
Le blason de St Gallen, Suisse
Le blason de Herisau, Suisse
Le blason de Speicher, Suisse
Le blason de Waldstatt, Suisse

## Ukraine
Les armoiries de l'Ukraine des Carpates, qui représentent un ours rouge, sont utilisées comme armoiries de l'oblast ukrainien de Transcarpatie ; il était autrefois utilisé par la Ruthénie des Basses-Carpates, le prédécesseur de l'oblast en Tchécoslovaquie.

Le blason de l'Oblast de Transcarpatie

## Voir également
- Ours dans la culture
- Ours russe
- Buddy Bears